# Sterculiaceae
Le Sterculiacee (Sterculiaceae Vent. ex Salisb., 1807) sono una famiglia di piante presente nelle classificazioni tradizionali (Sistema Cronquist), ma la sua indipendenza dalla famiglia delle Malvacee è stata successivamente messa in discussione da numerosi studi filogenetici. 
Nella sua accezione tradizionale, la famiglia comprende piante diffuse nei climi tropicali e subtropicali del Vecchio e del Nuovo Mondo, nonché dell'Oceania, in prevalenza alberi, tra cui alcune specie d'importanza economica (cola, cacao). La famiglia prende nome dal genere Sterculia.

## Tassonomia
Nelle classificazioni tradizionali, la famiglia delle Sterculiacee è riconosciuta come famiglia autonoma all'interno dell'ordine delle Malvali.
L'Angiosperm Phylogeny Group, sulla base di ricerche filogenetiche, contesta la validità di questa famiglia, riunendo Bombacacee, Malvacee sensu stricto, Sterculiacee e Tiliacee in un'unica famiglia, le Malvacee sensu lato. In questa prospettiva, non solo le Sterculiacee vengono ridotte a sottofamiglia (Sterculioideae), ma i generi precedentemente attribuiti loro vengono in gran parte smistati in sottofamiglie diverse (Byttnerioideae, Dombeyoideae, Helicteroideae).
Il sistema Thorne si colloca in posizione intermedia unendo la maggior parte dei generi delle Sterculiaceae "tradizionali" (ma non includendo il genere Sterculia) con alcuni generi delle Tiliacee per formare una nuova famiglia, chiamata Bittneriacee.
Le Sterculiacee si differenziano dalle Malvacee sensu stricto per la superficie liscia dei granuli di polline e per le antere biloculari.
Nel suo significato tradizionale, la famiglia comprende circa 70 generi, per un totale di circa 1500 specie. Le Sterculioidee secondo APG comprenderebbero invece soltanto 12 generi e circa 400 specie.
Le specie più conosciute sono l'albero del cacao (Theobroma cacao) da cui si ricava la cioccolata (che APG sposta nelle Byttnerioidee) e la noce di cola (che APG mantiene nelle Sterculioidee) da cui si ricava un ingrediente fondamentale di alcune famose bibite gassate .
Meno note sono la Sterculia africana, che produce frutti usati come alimento nell'Africa tropicale, e varie specie del genere Brachychiton usate come alberi ornamentali in zone temperate.
La famiglia comprende i seguenti generi::
- Abroma Jacq.
- Acropogon Schltr.
- Aethiocarpa Vollesen
- Astiria Lindl.
- Ayenia L.
- Brachychiton Schott & Endl.
- Byttneria Loefl.
- Cheirolaena Benth.
- Chiranthodendron Larreat.
- Cola Schott & Endl.
- Commersonia J.R.Forst. & G.Forst.
- Cotylonychia Stapf
- Dicarpidium F.Muell.
- Dombeya Cav.
- Eriolaena DC.
- Firmiana Marsili
- Franciscodendron B.Hyland & Steenis
- Fremontodendron Coville
- Gilesia F.Muell.
- Glossostemon Desf.
- Guazuma Mill.
- Guichenotia J.Gay
- Hannafordia F.Muell.
- Harmsia K.Schum.
- Helicteres L.
- Helmiopsiella Arenes
- Helmiopsis H.Perrier
- Heritiera Aiton
- Hermannia L.
- Herrania Goudot
- Hildegardia Schott & Endl.
- Keraudrenia J.Gay
- Kleinhovia L.
- Lasiopetalum Sm.
- Leptonychia Turcz.
- Leptonychiopsis Ridl.
- Lysiosepalum F.Muell.
- Mansonia J.R.Drumm. ex Prain
- Maxwellia Baill.
- Megatritheca Cristobal
- Melhania Forssk.
- Melochia L.
- Neoregnellia Urb.
- Nesogordonia Baill.
- Octolobus Welw.
- Paradombeya Stapf
- Paramelhania Arenes
- Pentapetes L.
- Pimia Seem.
- Pterocymbium R.Br.
- Pterospermum Schreb.
- Pterygota Schott & Endl.
- Rayleya Cristobal
- Reevesia Lindl.
- Ruizia Cav.
- Rulingia R.Br.
- Scaphium Schott & Endl.
- Scaphopetalum Mast.
- Seringia J.Gay
- Sterculia L.
- Theobroma L.
- Thomasia J.Gay
- Triplochiton K.Schum.
- Trochetia DC.
- Trochetiopsis Marais
- Ungeria Schott & Endl.
- Waltheria L.

### Alcune specie

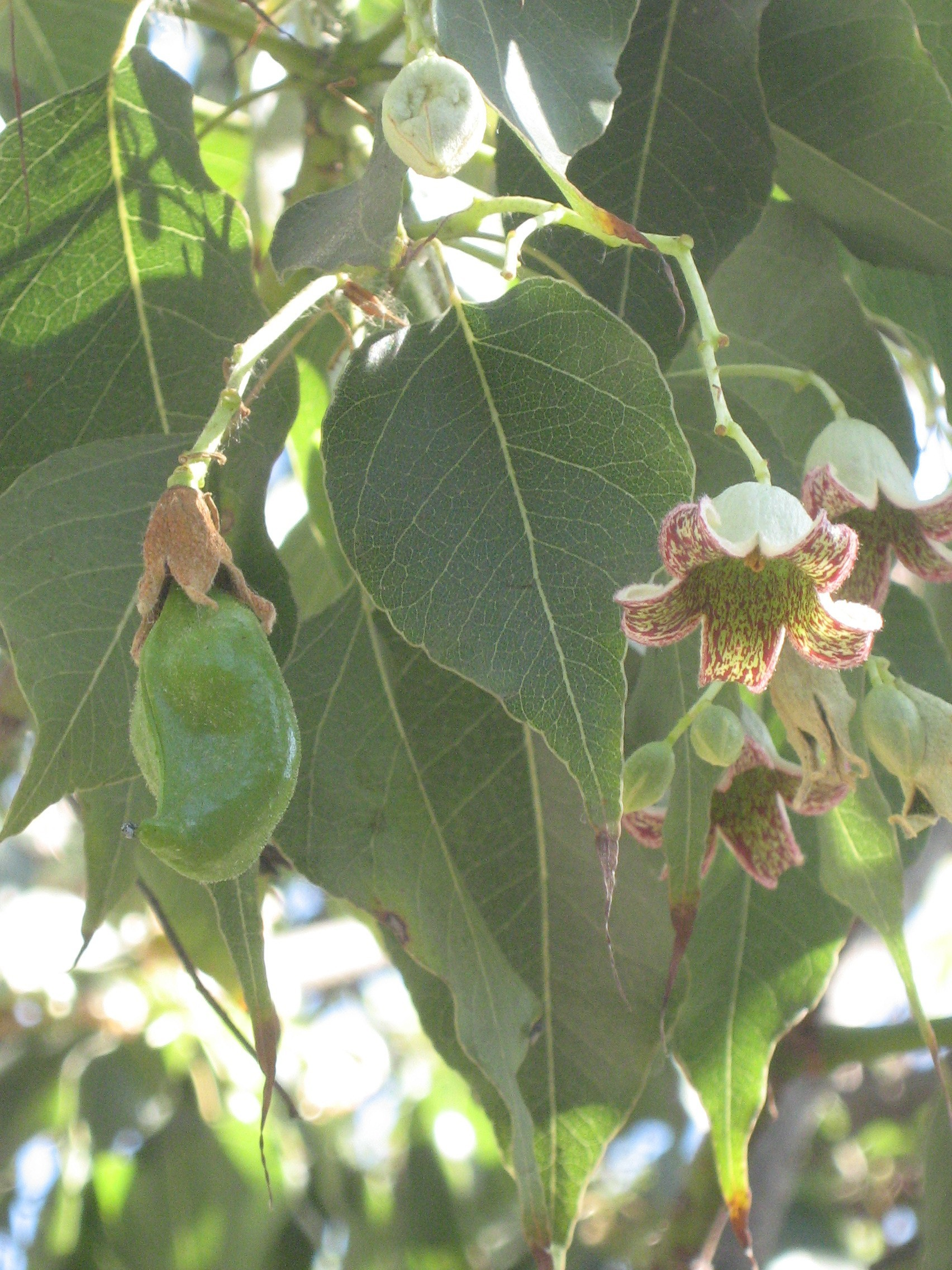
Brachychiton populneus
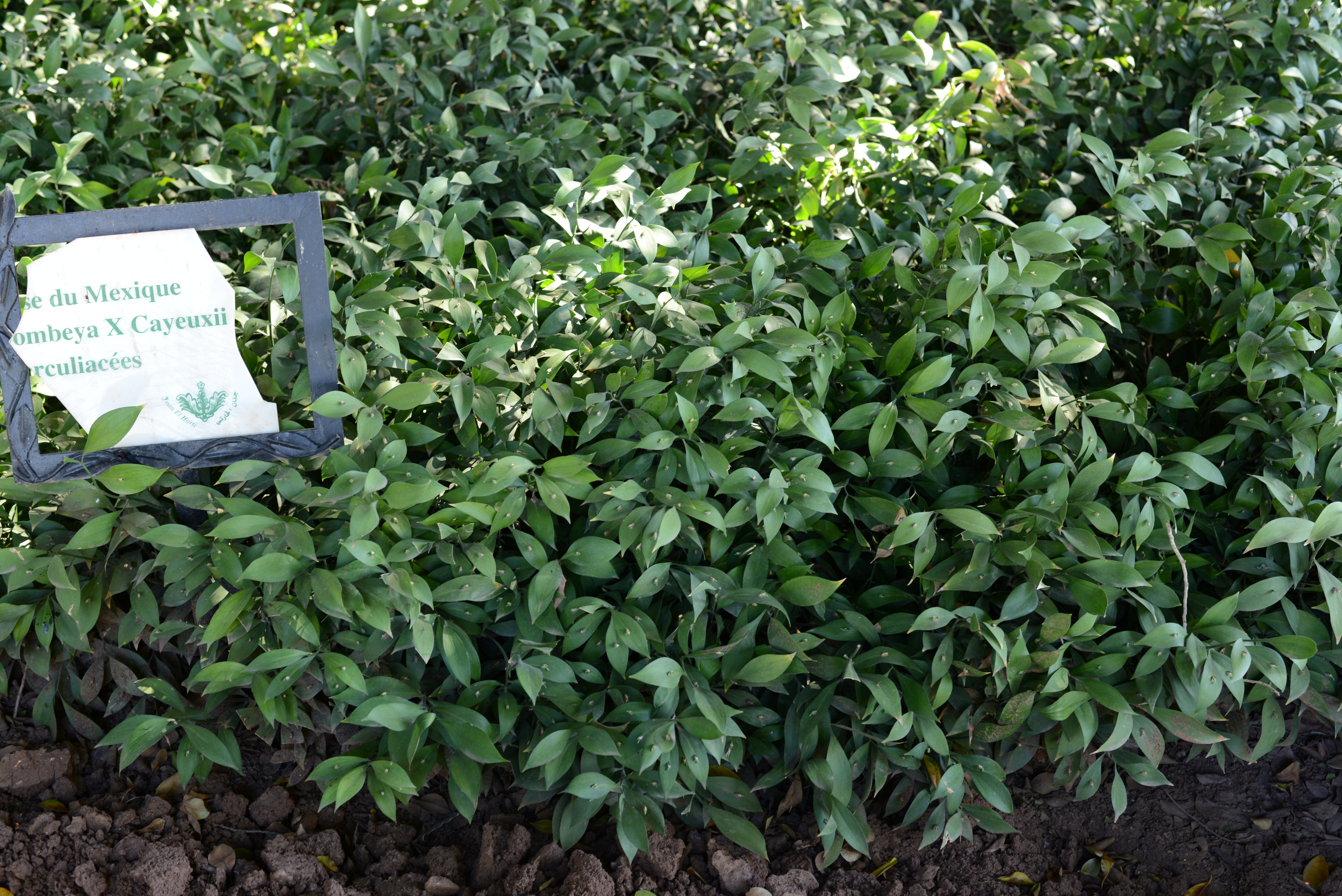
Dombeya x cayeuxii
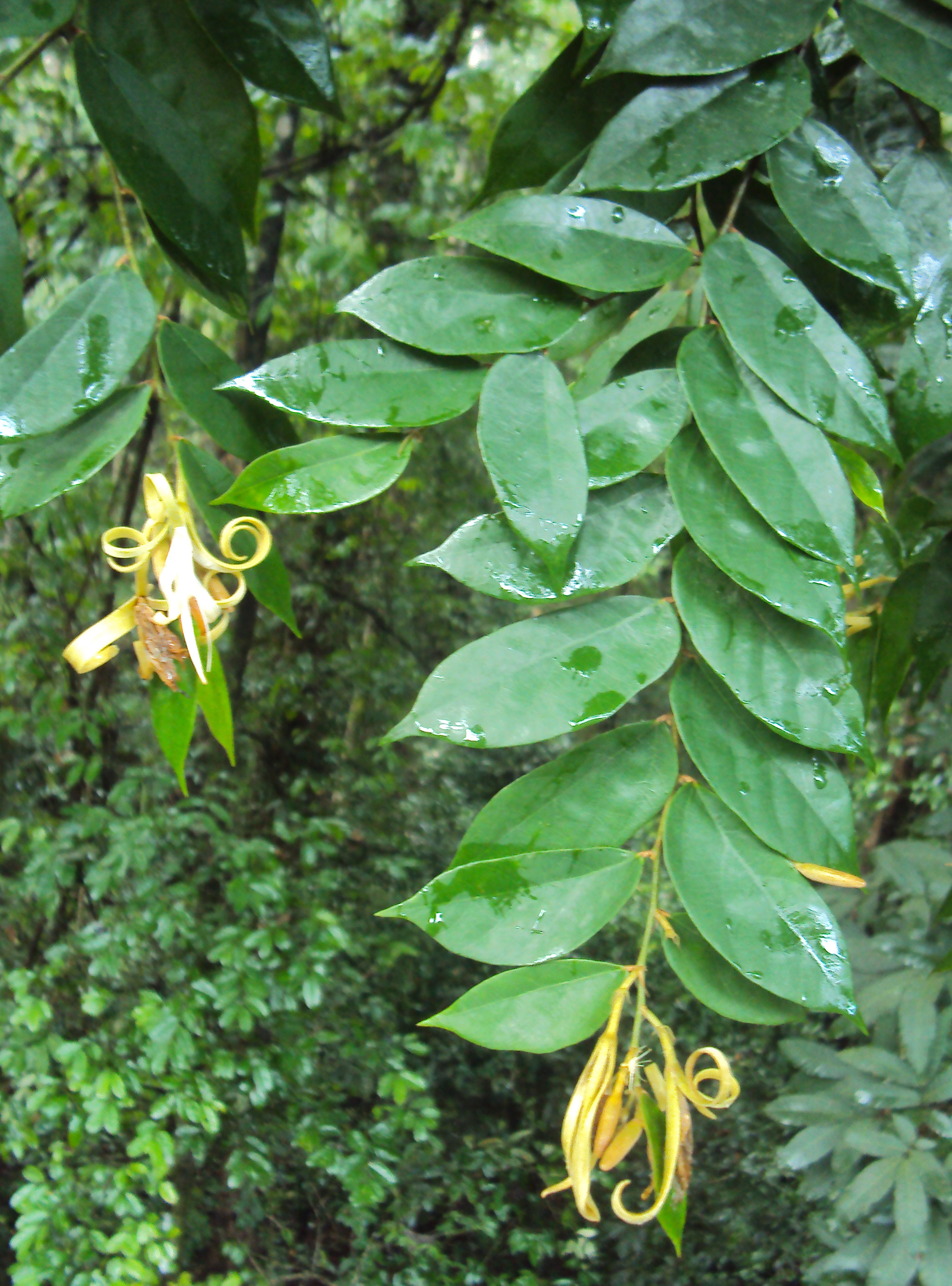
Pterospermum rubiginosum
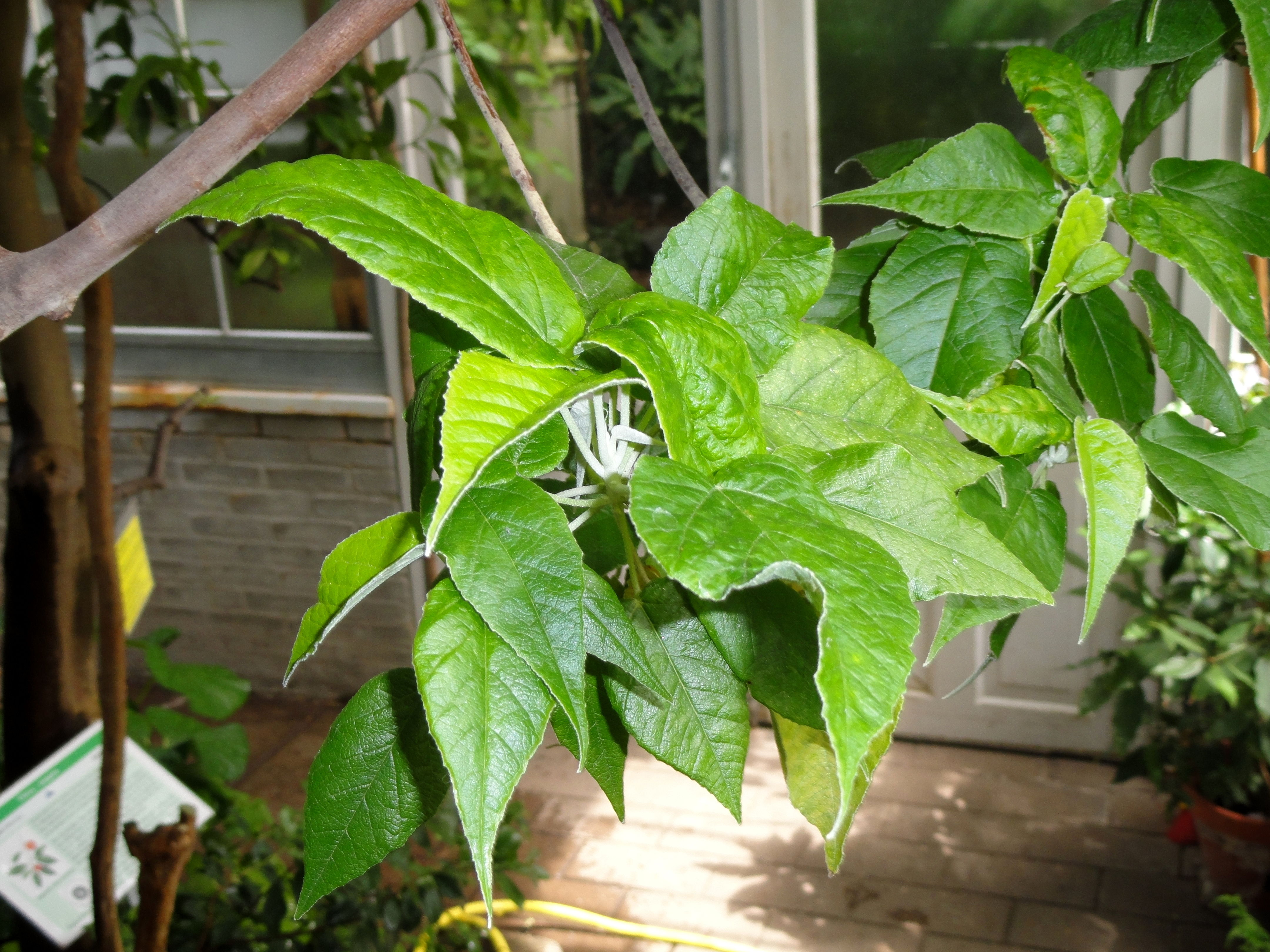
Trochetia erythroxylon
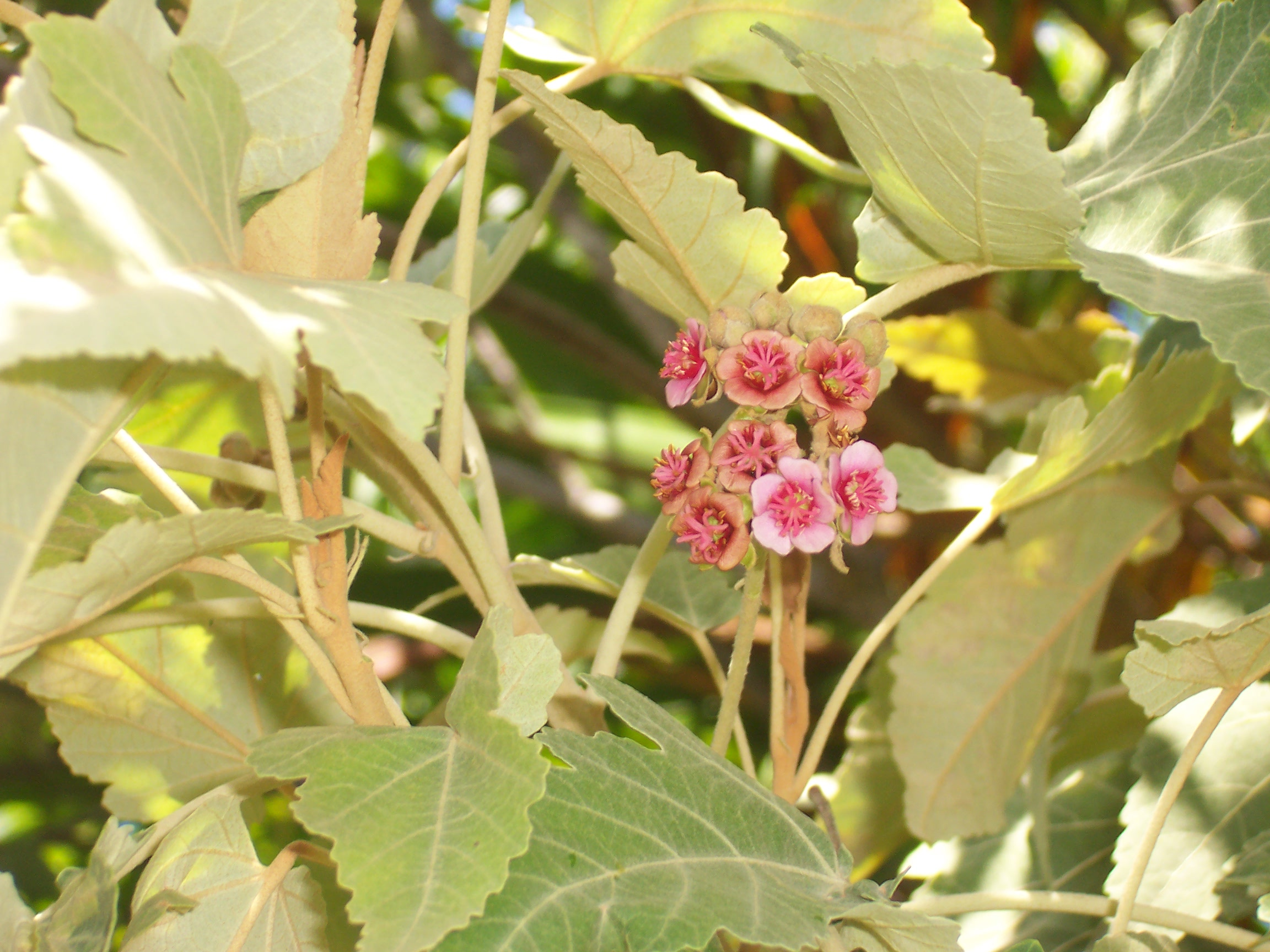
Ruizia cordata